# روغن مار

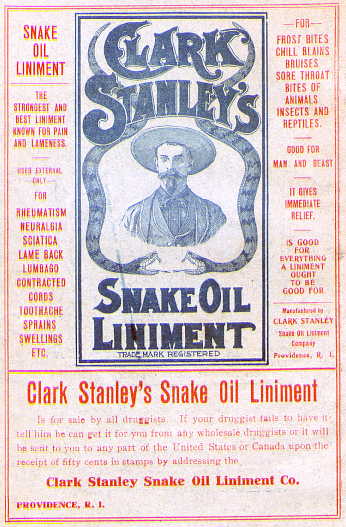
روغن مار کلارک استنلی

روغن مار اصطلاحی است که برای توصیف بازاریابی فریبنده، کلاهبرداری در حوزه مراقبت‌های بهداشتی یا به طورکلی کلاهبرداری به کار می‌رود. به همین ترتیب، فروشنده روغن مار یک عنوان رایج برای توصیف کسی است که نوعی درمان، چاره یا راه‌حل بی‌ارزش یا کلاهبرداری را می‌فروشد، تبلیغ می‌کند یا طرفدار عمومی آن است.
این اصطلاح از «روغن مار» گرفته شده است که قبلاً به عنوان اکسیر شفابخش برای انواع مشکلات و بیماری‌ها فروخته می‌شد. بسیاری از کارآفرینان اروپایی قرن هجدهم و آمریکایی قرن نوزدهم، روغن معدنی (که اغلب با گیاهان خانگی، ادویه‌ها، داروها و ترکیبات فعال و غیرفعال مختلف مخلوط می‌شد، اما هیچ ماده مشتق شده از مار نداشت) را به عنوان «روغن مار» تبلیغ و به عنوان یک نوش‌دارو به فروش می‌رساندند. این داروهای ثبت‌شده از قرن ۱۸ تا قرن ۲۰ بسیار رایج بودند.